# Higuera de la Sierra

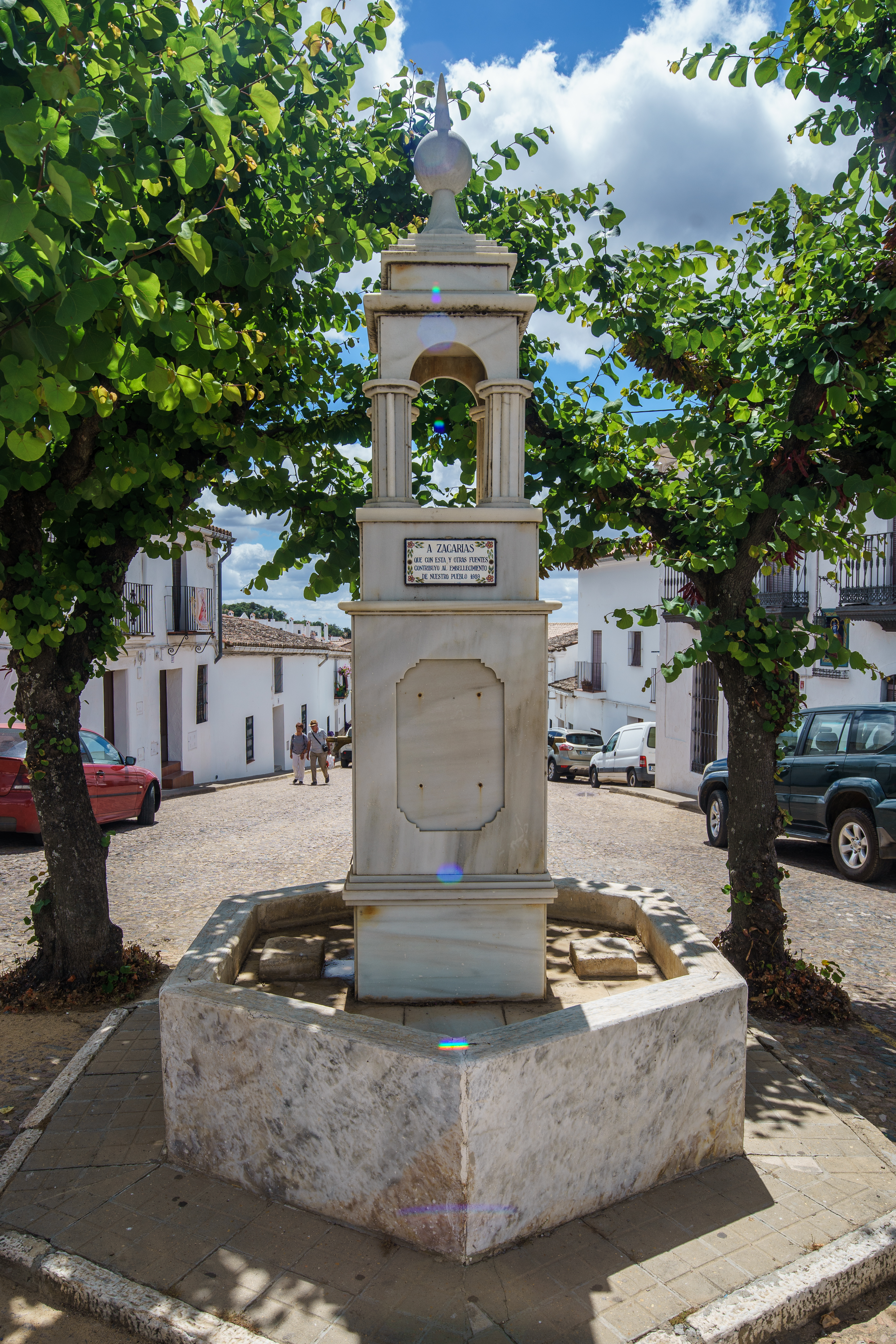

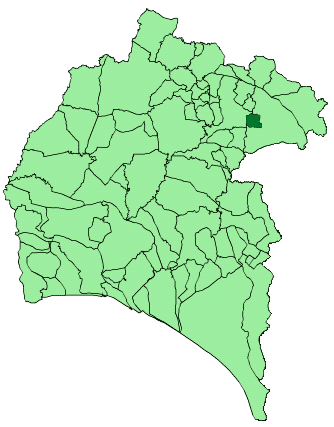
Bản đồ Higuera de la Sierra, Huelva

Higuera de la Sierra là một thị trấn và đô thị ở tỉnh Huelva, Tây Ban Nha. Theo điều tra dân số năm 2005, đô thị này có 1.348 dân. Năm 2007, ước dân số 1392 người. Đô thị này có dân số 24 km² và mật độ dân số là 56,2 người/km². Tọa độ địa lý là 37º 50' độ vĩ bắc, 6º 26' độ kinh đông. Thị trấn này nằm ở độ cao 620m và cách tỉnh lỵ Huelva 96,8 km.